# Chimpay
Chimpay är en ort i Argentina.   Den ligger i provinsen Río Negro, i den södra delen av landet, 800 km sydväst om huvudstaden Buenos Aires. Chimpay ligger 158 meter över havet och antalet invånare är 3 905.
Terrängen runt Chimpay är platt. Trakten runt Chimpay är nära nog obefolkad, med mindre än två invånare per kvadratkilometer.. Chimpay är det största samhället i trakten.
Omgivningarna runt Chimpay är i huvudsak ett öppet busklandskap.